# Temporada 2024 de Fórmula 1
La temporada 2024 de Fórmula 1 fue la 75.ª temporada del Campeonato Mundial de Fórmula 1 de la historia. Fue organizada por la Federación Internacional del Automóvil (FIA).
Max Verstappen aseguró su cuarto título mundial en el Gran Premio de Las Vegas, tras sacarle 63 puntos de diferencia a Lando Norris, su competidor más cercano. McLaren consiguió su noveno Campeonato de Constructores, algo que no lograba desde la temporada 1998.

## Escuderías y pilotos
Los siguientes constructores y pilotos están actualmente bajo contrato para competir en el Campeonato Mundial de 2024. Todos los equipos compiten con neumáticos suministrados por la empresa Pirelli.
| Escudería                                     | Chasis              | Chasis   | Motor               | Neu. | N.º | Pilotos          | Siglas | Rondas             | Pilotos de pruebas                                  |
| --------------------------------------------- | ------------------- | -------- | ------------------- | ---- | --- | ---------------- | ------ | ------------------ | --------------------------------------------------- |
| Oracle Red Bull Racing                        | Red Bull            | RB20     | Honda RBPTH002      | P    | 1   | Max Verstappen   | VER    | Todas              | Isack Hadjar Yuki Tsunoda                           |
| Oracle Red Bull Racing                        | Red Bull            | RB20     | Honda RBPTH002      | P    | 11  | Sergio Pérez     | PER    | Todas              | Isack Hadjar Yuki Tsunoda                           |
| Mercedes-AMG PETRONAS Formula One Team        | Mercedes            | W15      | Mercedes-AMG F1 M15 | P    | 44  | Lewis Hamilton   | HAM    | Todas              | Andrea Kimi Antonelli Frederik Vesti                |
| Mercedes-AMG PETRONAS Formula One Team        | Mercedes            | W15      | Mercedes-AMG F1 M15 | P    | 63  | George Russell   | RUS    | Todas              | Andrea Kimi Antonelli Frederik Vesti                |
| Scuderia Ferrari Scuderia Ferrari HP          | Ferrari             | SF-24    | Ferrari 066/12      | P    | 16  | Charles Leclerc  | LEC    | Todas              | Oliver Bearman Arthur Leclerc Antonio Fuoco         |
| Scuderia Ferrari Scuderia Ferrari HP          | Ferrari             | SF-24    | Ferrari 066/12      | P    | 38  | Oliver Bearman   | BEA    | 2                  | Oliver Bearman Arthur Leclerc Antonio Fuoco         |
| Scuderia Ferrari Scuderia Ferrari HP          | Ferrari             | SF-24    | Ferrari 066/12      | P    | 55  | Carlos Sainz Jr. | SAI    | 1, 3-24            | Oliver Bearman Arthur Leclerc Antonio Fuoco         |
| McLaren Formula 1 Team                        | McLaren             | MCL38    | Mercedes-AMG F1 M15 | P    | 4   | Lando Norris     | NOR    | Todas              | Patricio O'Ward Ryō Hirakawa                        |
| McLaren Formula 1 Team                        | McLaren             | MCL38    | Mercedes-AMG F1 M15 | P    | 81  | Oscar Piastri    | PIA    | Todas              | Patricio O'Ward Ryō Hirakawa                        |
| Aston Martin Aramco Formula One Team          | Aston Martin Aramco | AMR24    | Mercedes-AMG F1 M15 | P    | 14  | Fernando Alonso  | ALO    | Todas              | Felipe Drugovich Jak Crawford                       |
| Aston Martin Aramco Formula One Team          | Aston Martin Aramco | AMR24    | Mercedes-AMG F1 M15 | P    | 18  | Lance Stroll     | STR    | Todas              | Felipe Drugovich Jak Crawford                       |
| BWT Alpine F1 Team                            | Alpine              | A524     | Renault E-Tech RE24 | P    | 10  | Pierre Gasly     | GAS    | Todas              | Jack Doohan Paul Aron                               |
| BWT Alpine F1 Team                            | Alpine              | A524     | Renault E-Tech RE24 | P    | 31  | Esteban Ocon     | OCO    | 1-23               | Jack Doohan Paul Aron                               |
| BWT Alpine F1 Team                            | Alpine              | A524     | Renault E-Tech RE24 | P    | 61  | Jack Doohan      | DOO    | 24                 | Jack Doohan Paul Aron                               |
| Williams Racing                               | Williams            | FW46     | Mercedes-AMG F1 M15 | P    | 2   | Logan Sargeant   | SAR    | 1-2, 4-15          | Franco Colapinto Luke Browning Carlos Sainz Jr.     |
| Williams Racing                               | Williams            | FW46     | Mercedes-AMG F1 M15 | P    | 23  | Alexander Albon  | ALB    | Todas              | Franco Colapinto Luke Browning Carlos Sainz Jr.     |
| Williams Racing                               | Williams            | FW46     | Mercedes-AMG F1 M15 | P    | 43  | Franco Colapinto | COL    | 16-24              | Franco Colapinto Luke Browning Carlos Sainz Jr.     |
| Visa Cash App RB Formula One Team             | RB                  | VCARB 01 | Honda RBPTH002      | P    | 3   | Daniel Ricciardo | RIC    | 1-18               | Ayumu Iwasa Liam Lawson                             |
| Visa Cash App RB Formula One Team             | RB                  | VCARB 01 | Honda RBPTH002      | P    | 22  | Yuki Tsunoda     | TSU    | Todas              | Ayumu Iwasa Liam Lawson                             |
| Visa Cash App RB Formula One Team             | RB                  | VCARB 01 | Honda RBPTH002      | P    | 30  | Liam Lawson      | LAW    | 19-24              | Ayumu Iwasa Liam Lawson                             |
| Stake F1 Team Kick Sauber Kick Sauber F1 Team | Kick Sauber         | C44      | Ferrari 066/12      | P    | 24  | Guanyu Zhou      | ZHO    | Todas              | Robert Shwartzman Nico Hülkenberg Gabriel Bortoleto |
| Stake F1 Team Kick Sauber Kick Sauber F1 Team | Kick Sauber         | C44      | Ferrari 066/12      | P    | 77  | Valtteri Bottas  | BOT    | Todas              | Robert Shwartzman Nico Hülkenberg Gabriel Bortoleto |
| MoneyGram Haas F1 Team                        | Haas                | VF-24    | Ferrari 066/12      | P    | 20  | Kevin Magnussen  | MAG    | 1-16, 18-20, 22-24 | Oliver Bearman Esteban Ocon Ryō Hirakawa            |
| MoneyGram Haas F1 Team                        | Haas                | VF-24    | Ferrari 066/12      | P    | 27  | Nico Hülkenberg  | HÜL    | Todas              | Oliver Bearman Esteban Ocon Ryō Hirakawa            |
| MoneyGram Haas F1 Team                        | Haas                | VF-24    | Ferrari 066/12      | P    | 50  | Oliver Bearman   | BEA    | 17, 21             | Oliver Bearman Esteban Ocon Ryō Hirakawa            |
| Fuentes:                                      |                     |          |                     |      |     |                  |        |                    |                                                     |

### Cambios de pilotos

#### En pretemporada
- Daniel Ricciardo volvió a la Fórmula 1 a tiempo parcial con la anteriormente nombrada AlphaTauri después de estar media temporada como piloto reemplazante en 2023.[22]

#### En temporada
- Oliver Bearman, piloto reserva de Ferrari, reemplazó a Carlos Sainz Jr. en Arabia Saudita luego de que al español le diagnosticaran una apendicitis y fuera operado.[10]
- Durante el Gran Premio de Australia, Alexander Albon sufrió un accidente en la primera sesión de entrenamientos libres donde dañó seriamente su monoplaza. Williams tomó la decisión de subirlo al monoplaza de su compañero Logan Sargeant, dejando sin correr al estadounidense el resto del fin de semana.[31]
- A partir del GP de Italia, Franco Colapinto ocupó el asiento de Sargeant en Williams hasta el final de la temporada.[21]
- Kevin Magnussen, en un incidente con Pierre Gasly en el Gran Premio de Italia, fue penalizado con dos puntos en su superlicencia, alcanzando el límite de los 12 puntos que permite la FIA, perdiéndose el Gran Premio de Azerbaiyán.[32] Su asiento en Haas lo ocupó Oliver Bearman.[28] Magnussen, por problemas de salud, no pudo disputar la práctica libre, la clasificación sprint, y la carrera sprint del GP de São Paulo, y el británico debe reemplazarlo en su butaca hasta que danés se recupere. Sin embargo, el equipo confirmó a Bearman para el resto del fin de semana.[33][34][35]
- Daniel Ricciardo, tras el Gran Premio de Singapur y 19 carreras disputadas este año, fue reemplazado por Liam Lawson a partir del Gran Premio de los Estados Unidos para evaluarlo de cara a la temporada 2025.[24]
- Durante la clasificación para São Paulo, Alexander Albon sufrió un accidente y sufrió daños irreparables en su monoplaza, por lo que no pudo disputar la carrera.[36]
- Esteban Ocon, tras el Gran Premio de Catar, fue reemplazado por Jack Doohan, quien hizo su debut absoluto en la última carrera del año.[18]

### Cambios de escuderías

#### En pretemporada
- Alfa Romeo terminó su asociación con Sauber y dejó la Fórmula 1 mientras el equipo suizo se prepara para convertirse en el equipo Audi en 2026.[37][38] La plataforma de streaming Kick adquirió los derechos del nombre, renombrándose como «Kick Sauber».[39]
- Scuderia AlphaTauri fue renombrado en medio de una reestructuración de la gestión.[40] El equipo pasó a llamarse «RB Formula One Team» y es patrocinado por Visa y por la aplicación de pago móvil Cash App.[41]

#### En temporada
- Kick Sauber corrió bajo el nombre de «Kick Sauber F1 Team» en los Grandes Premios donde se encuentran vigentes las leyes antijuego.[42]
- Ferrari agregó a la multinacional estadounidense HP como patrocinador principal y pasó a llamarse «Scuderia Ferrari HP» a partir del Gran Premio de Miami.[43]
- Toyota Gazoo Racing y Haas han acordado una asociación técnica plurianual, con efecto inmediato.[44]

## Calendario de presentaciones
El calendario de presentaciones para la temporada 2024 fue el siguiente:
| Escudería           | Chasis   | Imagen | Fecha         | Lugar       |
| ------------------- | -------- | ------ | ------------- | ----------- |
| Haas                | VF-24    |        | 2 de febrero  | En línea    |
| Williams            | FW46     |        | 5 de febrero  | Nueva York  |
| Kick Sauber         | C44      |        | 5 de febrero  | Londres     |
| Alpine              | A524     |        | 7 de febrero  | Enstone     |
| RB                  | VCARB 01 |        | 8 de febrero  | Las Vegas   |
| Aston Martin Aramco | AMR24    |        | 12 de febrero | Silverstone |
| Ferrari             | SF-24    |        | 13 de febrero | Fiorano     |
| McLaren             | MCL38    |        | 14 de febrero | En línea    |
| Mercedes            | W15      |        | 14 de febrero | Silverstone |
| Red Bull            | RB20     |        | 15 de febrero | Londres     |

## Entrenamientos

### Pretemporada
Las pruebas de pretemporada que se han confirmado se disputaron del 21 al 23 de febrero de 2024 en el circuito Internacional de Baréin, Sakhir (Baréin).
| Circuito                                            | Mapa del circuito    | Resultados    | Resultados | Resultados       | Resultados          | Resultados  | Resultados   | Resultados | Resultados |
| --------------------------------------------------- | -------------------- | ------------- | ---------- | ---------------- | ------------------- | ----------- | ------------ | ---------- | ---------- |
| Circuito Internacional de Baréin Longitud: 5,412 km |                      | Fecha         | Fecha      | N.º              | Piloto              | Constructor | Mejor tiempo | Neu.       | Vueltas    |
| Circuito Internacional de Baréin Longitud: 5,412 km | Día 1                | 21 de febrero | 1          | Max Verstappen   | Red Bull-Honda RBPT | 1:31.344    | C3           | 142        |            |
| Circuito Internacional de Baréin Longitud: 5,412 km | Día 2                | 22 de febrero | 55         | Carlos Sainz Jr. | Ferrari             | 1:29.921    | C4           | 84         |            |
| Circuito Internacional de Baréin Longitud: 5,412 km | Día 3                | 23 de febrero | 16         | Charles Leclerc  | Ferrari             | 1:30.322    | C4           | 74         |            |
| Circuito Internacional de Baréin Longitud: 5,412 km | Resultados completos |               |            |                  |                     |             |              |            |            |

### Postemporada
| Circuito                               | Mapa del circuito | Resultados | Resultados      | Resultados | Resultados  | Resultados   | Resultados | Resultados |
| -------------------------------------- | ----------------- | ---------- | --------------- | ---------- | ----------- | ------------ | ---------- | ---------- |
| Circuito Yas Marina Longitud: 5,281 km |                   | Fecha      | N.º             | Piloto     | Constructor | Mejor tiempo | Neu.       | Vueltas    |
| Circuito Yas Marina Longitud: 5,281 km | 10 de diciembre   | 16         | Charles Leclerc | Ferrari    | 1:23.510    | M            | 134        |            |

## Calendario

Los países que acogerán un Gran Premio esta temporada están coloreados de verde con la ubicación del circuito señalada con un punto negro; los países que han acogido alguna vez un Gran Premio están coloreados de gris oscuro.

El 5 de julio de 2023 la FIA presentó el calendario oficial aprobado por el Consejo Mundial del Deporte Motor, el cual cuenta con veinticuatro Grandes Premios.
| Ronda   | Gran Premio                        | Circuito                                        | Fecha            |
| ------- | ---------------------------------- | ----------------------------------------------- | ---------------- |
| 1       | Gran Premio de Baréin              | Circuito Internacional de Baréin, Sakhir        | 2 de marzo       |
| 2       | Gran Premio de Arabia Saudita      | Circuito de la Corniche de Yeda, Yeda           | 9 de marzo       |
| 3       | Gran Premio de Australia           | Circuito de Albert Park, Melbourne              | 24 de marzo      |
| 4       | Gran Premio de Japón               | Circuito de Suzuka, Suzuka                      | 7 de abril       |
| 5       | Gran Premio de China               | Circuito Internacional de Shanghái, Shanghái    | 21 de abril      |
| 6       | Gran Premio de Miami               | Autódromo Internacional de Miami, Miami Gardens | 5 de mayo        |
| 7       | Gran Premio de Emilia-Romaña       | Autódromo Enzo e Dino Ferrari, Imola            | 19 de mayo       |
| 8       | Gran Premio de Mónaco              | Circuito de Mónaco, Montecarlo                  | 26 de mayo       |
| 9       | Gran Premio de Canadá              | Circuito Gilles Villeneuve, Montreal            | 9 de junio       |
| 10      | Gran Premio de España              | Circuito de Barcelona-Cataluña, Montmeló        | 23 de junio      |
| 11      | Gran Premio de Austria             | Red Bull Ring, Spielberg                        | 30 de junio      |
| 12      | Gran Premio de Gran Bretaña        | Circuito de Silverstone, Silverstone            | 7 de julio       |
| 13      | Gran Premio de Hungría             | Hungaroring, Mogyoród                           | 21 de julio      |
| 14      | Gran Premio de Bélgica             | Circuito de Spa-Francorchamps, Spa              | 28 de julio      |
| 15      | Gran Premio de los Países Bajos    | Circuito de Zandvoort, Zandvoort                | 25 de agosto     |
| 16      | Gran Premio de Italia              | Autodromo Nazionale di Monza, Monza             | 1 de septiembre  |
| 17      | Gran Premio de Azerbaiyán          | Circuito callejero de Bakú, Bakú                | 15 de septiembre |
| 18      | Gran Premio de Singapur            | Circuito callejero de Marina Bay, Marina Bay    | 22 de septiembre |
| 19      | Gran Premio de los Estados Unidos  | Circuito de las Américas, Austin                | 20 de octubre    |
| 20      | Gran Premio de la Ciudad de México | Autódromo Hermanos Rodríguez, Ciudad de México  | 27 de octubre    |
| 21      | Gran Premio de São Paulo           | Autódromo José Carlos Pace, São Paulo           | 3 de noviembre   |
| 22      | Gran Premio de Las Vegas           | Circuito callejero de Las Vegas, Las Vegas      | 23 de noviembre  |
| 23      | Gran Premio de Catar               | Circuito Internacional de Losail, Lusail        | 1 de diciembre   |
| 24      | Gran Premio de Abu Dabi            | Circuito Yas Marina, Isla Yas                   | 8 de diciembre   |
| Fuente: |                                    |                                                 |                  |

### Cambios de Grandes Premios
- Para las dos primeras carreras de la temporada en Baréin y Arabia Saudita, el Gran Premio tuvo lugar un sábado. Esta decisión se ha tomado para acomodar el Ramadán.

En la búsqueda de un calendario más regionalizado, tres carreras han cambiado de posición para 2024:
- - El Gran Premio de Japón se trasladó a la primera mitad de la temporada, pasando de septiembre a abril.
  - El Gran Premio de Azerbaiyán pasó de abril a septiembre y fue el primero de un evento consecutivo con Singapur.
  - El Gran Premio de Catar cambió de octubre al primer fin de semana de diciembre como escala desde Las Vegas a Abu Dabi.
  - El Gran Premio de China fue programado para regresar al calendario, luego de haberse celebrado por última vez en 2019.
- Los Grandes Premios de China, Miami, Austria, Estados Unidos, São Paulo y Catar se corrieron bajo el formato sprint.[55] Dicho formato sufrió varios cambios:[56]
  - El viernes se disputaron la sesión de entrenamientos libres y la clasificación para la carrera sprint.
  - El sábado se disputó la carrera sprint y más tarde la clasificación, que determinó la grilla de partida de la carrera del domingo.

## Neumáticos
| Nombre del compuesto | Color | Color | Banda de rodadura | Condiciones de circulación | Adherencia | Durabilidad |
| -------------------- | ----- | ----- | ----------------- | -------------------------- | ---------- | ----------- |
| Duro                 | H     |       | Liso              | Seco                       | Baja       | Alta        |
| Medio                | M     |       | Liso              | Seco                       | Media      | Media       |
| Blando               | S     |       | Liso              | Seco                       | Alta       | Baja        |
| Intermedio           | I     |       | Canales           | Mojado                     |            |             |
| De lluvia            | W     |       | Canales           | Mojado                     |            |             |

Para la temporada 2024 se eliminó el compuesto C0 utilizado en la temporada 2023, rebajándose la gama de compuestos de seco a 5.
| Identificador | Adherencia  | Durabilidad |
| ------------- | ----------- | ----------- |
| C1            | La más baja | La más alta |
| C2            | Baja        | Alta        |
| C3            | Media       | Media       |
| C4            | Alta        | Baja        |
| C5            | La más alta | La más baja |

### Neumáticos de seco por carrera
| Compuesto | BHR | ARA | AUS | JPN | CHN | MIA | EMI | MON | CAN | ESP | AUT | GBR | HUN | BEL | NED | ITA | AZE | SIN | USA | MEX | SÃO | LVG | QAT | ABU |
| --------- | --- | --- | --- | --- | --- | --- | --- | --- | --- | --- | --- | --- | --- | --- | --- | --- | --- | --- | --- | --- | --- | --- | --- | --- |
| Duro      | C1  | C2  | C3  | C1  | C2  | C2  | C3  | C3  | C3  | C1  | C3  | C1  | C3  | C2  | C1  | C3  | C3  | C3  | C2  | C3  | C3  | C3  | C1  | C3  |
| Medio     | C2  | C3  | C4  | C2  | C3  | C3  | C4  | C4  | C4  | C2  | C4  | C2  | C4  | C3  | C2  | C4  | C4  | C4  | C3  | C4  | C4  | C4  | C2  | C4  |
| Blando    | C3  | C4  | C5  | C3  | C4  | C4  | C5  | C5  | C5  | C3  | C5  | C3  | C5  | C4  | C3  | C5  | C5  | C5  | C4  | C5  | C5  | C5  | C3  | C5  |

## Resultados
| Ronda   | Fecha                                  | Gran Premio | Mapa del circuito    | Resultados                  | Resultados       | Resultados                  | Resultados       |
| ------- | -------------------------------------- | --- | -------------------- | --------------------------- | ---------------- | --------------------------- | ---------------- |
| 1       | 29 de febrero, 1 y 2 de marzo          | Gran Premio de Baréin Circuito Internacional de Baréin Longitud: 5,412 km Vueltas: 57 Distancia de carrera: 308,238 km Ganador 2023: Max Verstappen - Red Bull          |                      | Libres 1                    | Daniel Ricciardo | Ganador                     | Max Verstappen   |
| 1       | 29 de febrero, 1 y 2 de marzo          | Gran Premio de Baréin Circuito Internacional de Baréin Longitud: 5,412 km Vueltas: 57 Distancia de carrera: 308,238 km Ganador 2023: Max Verstappen - Red Bull          | Libres 2             | Lewis Hamilton              | 2.º puesto       | Sergio Pérez                |                  |
| 1       | 29 de febrero, 1 y 2 de marzo          | Gran Premio de Baréin Circuito Internacional de Baréin Longitud: 5,412 km Vueltas: 57 Distancia de carrera: 308,238 km Ganador 2023: Max Verstappen - Red Bull          | Libres 3             | Carlos Sainz Jr.            | 3.er puesto      | Carlos Sainz Jr.            |                  |
| 1       | 29 de febrero, 1 y 2 de marzo          | Gran Premio de Baréin Circuito Internacional de Baréin Longitud: 5,412 km Vueltas: 57 Distancia de carrera: 308,238 km Ganador 2023: Max Verstappen - Red Bull          | Pole position        | Max Verstappen (1:29.179)   | Vuelta rápida    | Max Verstappen (1:32.608)   |                  |
| 1       | 29 de febrero, 1 y 2 de marzo          | Gran Premio de Baréin Circuito Internacional de Baréin Longitud: 5,412 km Vueltas: 57 Distancia de carrera: 308,238 km Ganador 2023: Max Verstappen - Red Bull          | Resultados completos |                             |                  |                             |                  |
| 2       | 7, 8 y 9 de marzo                      | Gran Premio de Arabia Saudita Circuito de la Corniche de Yeda Longitud: 6,175 km Vueltas: 50 Distancia de carrera: 308,750 km Ganador 2023: Sergio Pérez - Red Bull     |                      | Libres 1                    | Max Verstappen   | Ganador                     | Max Verstappen   |
| 2       | 7, 8 y 9 de marzo                      | Gran Premio de Arabia Saudita Circuito de la Corniche de Yeda Longitud: 6,175 km Vueltas: 50 Distancia de carrera: 308,750 km Ganador 2023: Sergio Pérez - Red Bull     | Libres 2             | Fernando Alonso             | 2.º puesto       | Sergio Pérez                |                  |
| 2       | 7, 8 y 9 de marzo                      | Gran Premio de Arabia Saudita Circuito de la Corniche de Yeda Longitud: 6,175 km Vueltas: 50 Distancia de carrera: 308,750 km Ganador 2023: Sergio Pérez - Red Bull     | Libres 3             | Max Verstappen              | 3.er puesto      | Charles Leclerc             |                  |
| 2       | 7, 8 y 9 de marzo                      | Gran Premio de Arabia Saudita Circuito de la Corniche de Yeda Longitud: 6,175 km Vueltas: 50 Distancia de carrera: 308,750 km Ganador 2023: Sergio Pérez - Red Bull     | Pole position        | Max Verstappen (1:27.472)   | Vuelta rápida    | Charles Leclerc (1:31.632)  |                  |
| 2       | 7, 8 y 9 de marzo                      | Gran Premio de Arabia Saudita Circuito de la Corniche de Yeda Longitud: 6,175 km Vueltas: 50 Distancia de carrera: 308,750 km Ganador 2023: Sergio Pérez - Red Bull     | Resultados completos |                             |                  |                             |                  |
| 3       | 22, 23 y 24 de marzo                   | Gran Premio de Australia Circuito de Albert Park Longitud: 5,278 km Vueltas: 58 Distancia de carrera: 306,124 km Ganador 2023: Max Verstappen - Red Bull                |                      | Libres 1                    | Lando Norris     | Ganador                     | Carlos Sainz Jr. |
| 3       | 22, 23 y 24 de marzo                   | Gran Premio de Australia Circuito de Albert Park Longitud: 5,278 km Vueltas: 58 Distancia de carrera: 306,124 km Ganador 2023: Max Verstappen - Red Bull                | Libres 2             | Charles Leclerc             | 2.º puesto       | Charles Leclerc             |                  |
| 3       | 22, 23 y 24 de marzo                   | Gran Premio de Australia Circuito de Albert Park Longitud: 5,278 km Vueltas: 58 Distancia de carrera: 306,124 km Ganador 2023: Max Verstappen - Red Bull                | Libres 3             | Charles Leclerc             | 3.er puesto      | Lando Norris                |                  |
| 3       | 22, 23 y 24 de marzo                   | Gran Premio de Australia Circuito de Albert Park Longitud: 5,278 km Vueltas: 58 Distancia de carrera: 306,124 km Ganador 2023: Max Verstappen - Red Bull                | Pole position        | Max Verstappen (1:15.915)   | Vuelta rápida    | Charles Leclerc (1:19.813)  |                  |
| 3       | 22, 23 y 24 de marzo                   | Gran Premio de Australia Circuito de Albert Park Longitud: 5,278 km Vueltas: 58 Distancia de carrera: 306,124 km Ganador 2023: Max Verstappen - Red Bull                | Resultados completos |                             |                  |                             |                  |
| 4       | 5, 6 y 7 de abril                      | Gran Premio de Japón Circuito de Suzuka Longitud: 5,807 km Vueltas: 53 Distancia de carrera: 307,741 km Ganador 2023: Max Verstappen - Red Bull                         |                      | Libres 1                    | Max Verstappen   | Ganador                     | Max Verstappen   |
| 4       | 5, 6 y 7 de abril                      | Gran Premio de Japón Circuito de Suzuka Longitud: 5,807 km Vueltas: 53 Distancia de carrera: 307,741 km Ganador 2023: Max Verstappen - Red Bull                         | Libres 2             | Oscar Piastri               | 2.º puesto       | Sergio Pérez                |                  |
| 4       | 5, 6 y 7 de abril                      | Gran Premio de Japón Circuito de Suzuka Longitud: 5,807 km Vueltas: 53 Distancia de carrera: 307,741 km Ganador 2023: Max Verstappen - Red Bull                         | Libres 3             | Max Verstappen              | 3.er puesto      | Carlos Sainz Jr.            |                  |
| 4       | 5, 6 y 7 de abril                      | Gran Premio de Japón Circuito de Suzuka Longitud: 5,807 km Vueltas: 53 Distancia de carrera: 307,741 km Ganador 2023: Max Verstappen - Red Bull                         | Pole position        | Max Verstappen (1:28.197)   | Vuelta rápida    | Max Verstappen (1:33.706)   |                  |
| 4       | 5, 6 y 7 de abril                      | Gran Premio de Japón Circuito de Suzuka Longitud: 5,807 km Vueltas: 53 Distancia de carrera: 307,741 km Ganador 2023: Max Verstappen - Red Bull                         | Resultados completos |                             |                  |                             |                  |
| 5       | 19, 20 y 21 de abril                   | Gran Premio de China Circuito Internacional de Shanghái Longitud: 5,451 km Vueltas: 56 Distancia de carrera: 305,256 km Ganador 2023: No se disputó                     |                      | Libres                      | Lance Stroll     | Ganador                     | Max Verstappen   |
| 5       | 19, 20 y 21 de abril                   | Gran Premio de China Circuito Internacional de Shanghái Longitud: 5,451 km Vueltas: 56 Distancia de carrera: 305,256 km Ganador 2023: No se disputó                     | Pole position sprint | Lando Norris (1:57.940)     | 2.º puesto       | Lando Norris                |                  |
| 5       | 19, 20 y 21 de abril                   | Gran Premio de China Circuito Internacional de Shanghái Longitud: 5,451 km Vueltas: 56 Distancia de carrera: 305,256 km Ganador 2023: No se disputó                     | Ganador sprint       | Max Verstappen              | 3.er puesto      | Sergio Pérez                |                  |
| 5       | 19, 20 y 21 de abril                   | Gran Premio de China Circuito Internacional de Shanghái Longitud: 5,451 km Vueltas: 56 Distancia de carrera: 305,256 km Ganador 2023: No se disputó                     | Pole position        | Max Verstappen (1:33.660)   | Vuelta rápida    | Fernando Alonso (1:37.810)  |                  |
| 5       | 19, 20 y 21 de abril                   | Gran Premio de China Circuito Internacional de Shanghái Longitud: 5,451 km Vueltas: 56 Distancia de carrera: 305,256 km Ganador 2023: No se disputó                     | Resultados completos |                             |                  |                             |                  |
| 6       | 3, 4 y 5 de mayo                       | Gran Premio de Miami Autódromo Internacional de Miami Longitud: 5,410 km Vueltas: 57 Distancia de carrera: 308,037 km Ganador 2023: Max Verstappen - Red Bull           |                      | Libres                      | Max Verstappen   | Ganador                     | Lando Norris     |
| 6       | 3, 4 y 5 de mayo                       | Gran Premio de Miami Autódromo Internacional de Miami Longitud: 5,410 km Vueltas: 57 Distancia de carrera: 308,037 km Ganador 2023: Max Verstappen - Red Bull           | Pole position sprint | Max Verstappen (1:27.641)   | 2.º puesto       | Max Verstappen              |                  |
| 6       | 3, 4 y 5 de mayo                       | Gran Premio de Miami Autódromo Internacional de Miami Longitud: 5,410 km Vueltas: 57 Distancia de carrera: 308,037 km Ganador 2023: Max Verstappen - Red Bull           | Ganador sprint       | Max Verstappen              | 3.er puesto      | Charles Leclerc             |                  |
| 6       | 3, 4 y 5 de mayo                       | Gran Premio de Miami Autódromo Internacional de Miami Longitud: 5,410 km Vueltas: 57 Distancia de carrera: 308,037 km Ganador 2023: Max Verstappen - Red Bull           | Pole position        | Max Verstappen (1:27.241)   | Vuelta rápida    | Oscar Piastri (1:30.634)    |                  |
| 6       | 3, 4 y 5 de mayo                       | Gran Premio de Miami Autódromo Internacional de Miami Longitud: 5,410 km Vueltas: 57 Distancia de carrera: 308,037 km Ganador 2023: Max Verstappen - Red Bull           | Resultados completos |                             |                  |                             |                  |
| 7       | 17, 18 y 19 de mayo                    | Gran Premio de Emilia-Romaña Autódromo Enzo e Dino Ferrari Longitud: 4,909 km Vueltas: 63 Distancia de carrera: 309,049 km Ganador 2023: No se disputó                  |                      | Libres 1                    | Charles Leclerc  | Ganador                     | Max Verstappen   |
| 7       | 17, 18 y 19 de mayo                    | Gran Premio de Emilia-Romaña Autódromo Enzo e Dino Ferrari Longitud: 4,909 km Vueltas: 63 Distancia de carrera: 309,049 km Ganador 2023: No se disputó                  | Libres 2             | Charles Leclerc             | 2.º puesto       | Lando Norris                |                  |
| 7       | 17, 18 y 19 de mayo                    | Gran Premio de Emilia-Romaña Autódromo Enzo e Dino Ferrari Longitud: 4,909 km Vueltas: 63 Distancia de carrera: 309,049 km Ganador 2023: No se disputó                  | Libres 3             | Oscar Piastri               | 3.er puesto      | Charles Leclerc             |                  |
| 7       | 17, 18 y 19 de mayo                    | Gran Premio de Emilia-Romaña Autódromo Enzo e Dino Ferrari Longitud: 4,909 km Vueltas: 63 Distancia de carrera: 309,049 km Ganador 2023: No se disputó                  | Pole position        | Max Verstappen (1:14.746)   | Vuelta rápida    | George Russell (1:18.589)   |                  |
| 7       | 17, 18 y 19 de mayo                    | Gran Premio de Emilia-Romaña Autódromo Enzo e Dino Ferrari Longitud: 4,909 km Vueltas: 63 Distancia de carrera: 309,049 km Ganador 2023: No se disputó                  | Resultados completos |                             |                  |                             |                  |
| 8       | 24, 25 y 26 de mayo                    | Gran Premio de Mónaco Circuito de Mónaco Longitud: 3,337 km Vueltas: 78 Distancia de carrera: 260,286 km Ganador 2023: Max Verstappen - Red Bull                        |                      | Libres 1                    | Lewis Hamilton   | Ganador                     | Charles Leclerc  |
| 8       | 24, 25 y 26 de mayo                    | Gran Premio de Mónaco Circuito de Mónaco Longitud: 3,337 km Vueltas: 78 Distancia de carrera: 260,286 km Ganador 2023: Max Verstappen - Red Bull                        | Libres 2             | Charles Leclerc             | 2.º puesto       | Oscar Piastri               |                  |
| 8       | 24, 25 y 26 de mayo                    | Gran Premio de Mónaco Circuito de Mónaco Longitud: 3,337 km Vueltas: 78 Distancia de carrera: 260,286 km Ganador 2023: Max Verstappen - Red Bull                        | Libres 3             | Charles Leclerc             | 3.er puesto      | Carlos Sainz Jr.            |                  |
| 8       | 24, 25 y 26 de mayo                    | Gran Premio de Mónaco Circuito de Mónaco Longitud: 3,337 km Vueltas: 78 Distancia de carrera: 260,286 km Ganador 2023: Max Verstappen - Red Bull                        | Pole position        | Charles Leclerc (1:10.270)  | Vuelta rápida    | Lewis Hamilton (1:14.165)   |                  |
| 8       | 24, 25 y 26 de mayo                    | Gran Premio de Mónaco Circuito de Mónaco Longitud: 3,337 km Vueltas: 78 Distancia de carrera: 260,286 km Ganador 2023: Max Verstappen - Red Bull                        | Resultados completos |                             |                  |                             |                  |
| 9       | 7, 8 y 9 de junio                      | Gran Premio de Canadá Circuito Gilles Villeneuve Longitud: 4,361 km Vueltas: 70 Distancia de carrera: 305,027 km Ganador 2023: Max Verstappen - Red Bull                |                      | Libres 1                    | Lando Norris     | Ganador                     | Max Verstappen   |
| 9       | 7, 8 y 9 de junio                      | Gran Premio de Canadá Circuito Gilles Villeneuve Longitud: 4,361 km Vueltas: 70 Distancia de carrera: 305,027 km Ganador 2023: Max Verstappen - Red Bull                | Libres 2             | Fernando Alonso             | 2.º puesto       | Lando Norris                |                  |
| 9       | 7, 8 y 9 de junio                      | Gran Premio de Canadá Circuito Gilles Villeneuve Longitud: 4,361 km Vueltas: 70 Distancia de carrera: 305,027 km Ganador 2023: Max Verstappen - Red Bull                | Libres 3             | Lewis Hamilton              | 3.er puesto      | George Russell              |                  |
| 9       | 7, 8 y 9 de junio                      | Gran Premio de Canadá Circuito Gilles Villeneuve Longitud: 4,361 km Vueltas: 70 Distancia de carrera: 305,027 km Ganador 2023: Max Verstappen - Red Bull                | Pole position        | George Russell (1:12.000)   | Vuelta rápida    | Lewis Hamilton (1:14.856)   |                  |
| 9       | 7, 8 y 9 de junio                      | Gran Premio de Canadá Circuito Gilles Villeneuve Longitud: 4,361 km Vueltas: 70 Distancia de carrera: 305,027 km Ganador 2023: Max Verstappen - Red Bull                | Resultados completos |                             |                  |                             |                  |
| 10      | 21, 22 y 23 de junio                   | Gran Premio de España Circuito de Barcelona-Cataluña Longitud: 4,675 km Vueltas: 66 Distancia de carrera: 308,550 km Ganador 2023: Max Verstappen - Red Bull            |                      | Libres 1                    | Lando Norris     | Ganador                     | Max Verstappen   |
| 10      | 21, 22 y 23 de junio                   | Gran Premio de España Circuito de Barcelona-Cataluña Longitud: 4,675 km Vueltas: 66 Distancia de carrera: 308,550 km Ganador 2023: Max Verstappen - Red Bull            | Libres 2             | Lewis Hamilton              | 2.º puesto       | Lando Norris                |                  |
| 10      | 21, 22 y 23 de junio                   | Gran Premio de España Circuito de Barcelona-Cataluña Longitud: 4,675 km Vueltas: 66 Distancia de carrera: 308,550 km Ganador 2023: Max Verstappen - Red Bull            | Libres 3             | Carlos Sainz Jr.            | 3.er puesto      | Lewis Hamilton              |                  |
| 10      | 21, 22 y 23 de junio                   | Gran Premio de España Circuito de Barcelona-Cataluña Longitud: 4,675 km Vueltas: 66 Distancia de carrera: 308,550 km Ganador 2023: Max Verstappen - Red Bull            | Pole position        | Lando Norris (1:11.383)     | Vuelta rápida    | Lando Norris (1:17.115)     |                  |
| 10      | 21, 22 y 23 de junio                   | Gran Premio de España Circuito de Barcelona-Cataluña Longitud: 4,675 km Vueltas: 66 Distancia de carrera: 308,550 km Ganador 2023: Max Verstappen - Red Bull            | Resultados completos |                             |                  |                             |                  |
| 11      | 28, 29 y 30 de junio                   | Gran Premio de Austria Red Bull Ring Longitud: 4,318 km Vueltas: 71 Distancia de carrera: 306,452 km Ganador 2023: Max Verstappen - Red Bull                            |                      | Libres                      | Max Verstappen   | Ganador                     | George Russell   |
| 11      | 28, 29 y 30 de junio                   | Gran Premio de Austria Red Bull Ring Longitud: 4,318 km Vueltas: 71 Distancia de carrera: 306,452 km Ganador 2023: Max Verstappen - Red Bull                            | Pole position sprint | Max Verstappen (1:04.686)   | 2.º puesto       | Oscar Piastri               |                  |
| 11      | 28, 29 y 30 de junio                   | Gran Premio de Austria Red Bull Ring Longitud: 4,318 km Vueltas: 71 Distancia de carrera: 306,452 km Ganador 2023: Max Verstappen - Red Bull                            | Ganador sprint       | Max Verstappen              | 3.er puesto      | Carlos Sainz Jr.            |                  |
| 11      | 28, 29 y 30 de junio                   | Gran Premio de Austria Red Bull Ring Longitud: 4,318 km Vueltas: 71 Distancia de carrera: 306,452 km Ganador 2023: Max Verstappen - Red Bull                            | Pole position        | Max Verstappen (1:04.314)   | Vuelta rápida    | Fernando Alonso (1:07.694)  |                  |
| 11      | 28, 29 y 30 de junio                   | Gran Premio de Austria Red Bull Ring Longitud: 4,318 km Vueltas: 71 Distancia de carrera: 306,452 km Ganador 2023: Max Verstappen - Red Bull                            | Resultados completos |                             |                  |                             |                  |
| 12      | 5, 6 y 7 de julio                      | Gran Premio de Gran Bretaña Circuito de Silverstone Longitud: 5,891 km Vueltas: 52 Distancia de carrera: 306,198 km Ganador 2023: Max Verstappen - Red Bull             |                      | Libres 1                    | Lando Norris     | Ganador                     | Lewis Hamilton   |
| 12      | 5, 6 y 7 de julio                      | Gran Premio de Gran Bretaña Circuito de Silverstone Longitud: 5,891 km Vueltas: 52 Distancia de carrera: 306,198 km Ganador 2023: Max Verstappen - Red Bull             | Libres 2             | Lando Norris                | 2.º puesto       | Max Verstappen              |                  |
| 12      | 5, 6 y 7 de julio                      | Gran Premio de Gran Bretaña Circuito de Silverstone Longitud: 5,891 km Vueltas: 52 Distancia de carrera: 306,198 km Ganador 2023: Max Verstappen - Red Bull             | Libres 3             | George Russell              | 3.er puesto      | Lando Norris                |                  |
| 12      | 5, 6 y 7 de julio                      | Gran Premio de Gran Bretaña Circuito de Silverstone Longitud: 5,891 km Vueltas: 52 Distancia de carrera: 306,198 km Ganador 2023: Max Verstappen - Red Bull             | Pole position        | George Russell (1:25.819)   | Vuelta rápida    | Carlos Sainz Jr. (1:28.293) |                  |
| 12      | 5, 6 y 7 de julio                      | Gran Premio de Gran Bretaña Circuito de Silverstone Longitud: 5,891 km Vueltas: 52 Distancia de carrera: 306,198 km Ganador 2023: Max Verstappen - Red Bull             | Resultados completos |                             |                  |                             |                  |
| 13      | 19, 20 y 21 de julio                   | Gran Premio de Hungría Hungaroring Longitud: 4,381 km Vueltas: 70 Distancia de carrera: 306,630 km Ganador 2023: Max Verstappen - Red Bull                              |                      | Libres 1                    | Carlos Sainz Jr. | Ganador                     | Oscar Piastri    |
| 13      | 19, 20 y 21 de julio                   | Gran Premio de Hungría Hungaroring Longitud: 4,381 km Vueltas: 70 Distancia de carrera: 306,630 km Ganador 2023: Max Verstappen - Red Bull                              | Libres 2             | Lando Norris                | 2.º puesto       | Lando Norris                |                  |
| 13      | 19, 20 y 21 de julio                   | Gran Premio de Hungría Hungaroring Longitud: 4,381 km Vueltas: 70 Distancia de carrera: 306,630 km Ganador 2023: Max Verstappen - Red Bull                              | Libres 3             | Lando Norris                | 3.er puesto      | Lewis Hamilton              |                  |
| 13      | 19, 20 y 21 de julio                   | Gran Premio de Hungría Hungaroring Longitud: 4,381 km Vueltas: 70 Distancia de carrera: 306,630 km Ganador 2023: Max Verstappen - Red Bull                              | Pole position        | Lando Norris (1:15.227)     | Vuelta rápida    | George Russell (1:20.305)   |                  |
| 13      | 19, 20 y 21 de julio                   | Gran Premio de Hungría Hungaroring Longitud: 4,381 km Vueltas: 70 Distancia de carrera: 306,630 km Ganador 2023: Max Verstappen - Red Bull                              | Resultados completos |                             |                  |                             |                  |
| 14      | 26, 27 y 28 de julio                   | Gran Premio de Bélgica Circuito de Spa-Francorchamps Longitud: 7,004 km Vueltas: 44 Distancia de carrera: 308,052 km Ganador 2023: Max Verstappen - Red Bull            |                      | Libres 1                    | Max Verstappen   | Ganador                     | Lewis Hamilton   |
| 14      | 26, 27 y 28 de julio                   | Gran Premio de Bélgica Circuito de Spa-Francorchamps Longitud: 7,004 km Vueltas: 44 Distancia de carrera: 308,052 km Ganador 2023: Max Verstappen - Red Bull            | Libres 2             | Lando Norris                | 2.º puesto       | Oscar Piastri               |                  |
| 14      | 26, 27 y 28 de julio                   | Gran Premio de Bélgica Circuito de Spa-Francorchamps Longitud: 7,004 km Vueltas: 44 Distancia de carrera: 308,052 km Ganador 2023: Max Verstappen - Red Bull            | Libres 3             | Max Verstappen              | 3.er puesto      | Charles Leclerc             |                  |
| 14      | 26, 27 y 28 de julio                   | Gran Premio de Bélgica Circuito de Spa-Francorchamps Longitud: 7,004 km Vueltas: 44 Distancia de carrera: 308,052 km Ganador 2023: Max Verstappen - Red Bull            | Pole position        | Charles Leclerc (1:53.754)  | Vuelta rápida    | Sergio Pérez (1:44.701)     |                  |
| 14      | 26, 27 y 28 de julio                   | Gran Premio de Bélgica Circuito de Spa-Francorchamps Longitud: 7,004 km Vueltas: 44 Distancia de carrera: 308,052 km Ganador 2023: Max Verstappen - Red Bull            | Resultados completos |                             |                  |                             |                  |
| 15      | 23, 24 y 25 de agosto                  | Gran Premio de los Países Bajos Circuito de Zandvoort Longitud: 4,259 km Vueltas: 72 Distancia de carrera: 306,648 km Ganador 2023: Max Verstappen - Red Bull           |                      | Libres 1                    | Lando Norris     | Ganador                     | Lando Norris     |
| 15      | 23, 24 y 25 de agosto                  | Gran Premio de los Países Bajos Circuito de Zandvoort Longitud: 4,259 km Vueltas: 72 Distancia de carrera: 306,648 km Ganador 2023: Max Verstappen - Red Bull           | Libres 2             | George Russell              | 2.º puesto       | Max Verstappen              |                  |
| 15      | 23, 24 y 25 de agosto                  | Gran Premio de los Países Bajos Circuito de Zandvoort Longitud: 4,259 km Vueltas: 72 Distancia de carrera: 306,648 km Ganador 2023: Max Verstappen - Red Bull           | Libres 3             | Pierre Gasly                | 3.er puesto      | Charles Leclerc             |                  |
| 15      | 23, 24 y 25 de agosto                  | Gran Premio de los Países Bajos Circuito de Zandvoort Longitud: 4,259 km Vueltas: 72 Distancia de carrera: 306,648 km Ganador 2023: Max Verstappen - Red Bull           | Pole position        | Lando Norris (1:09.673)     | Vuelta rápida    | Lando Norris (1:13.817)     |                  |
| 15      | 23, 24 y 25 de agosto                  | Gran Premio de los Países Bajos Circuito de Zandvoort Longitud: 4,259 km Vueltas: 72 Distancia de carrera: 306,648 km Ganador 2023: Max Verstappen - Red Bull           | Resultados completos |                             |                  |                             |                  |
| 16      | 30 y 31 de agosto, y 1 de septiembre   | Gran Premio de Italia Autodromo Nazionale di Monza Longitud: 5,793 km Vueltas: 53 Distancia de carrera: 306,720 km Ganador 2023: Max Verstappen - Red Bull              |                      | Libres 1                    | Max Verstappen   | Ganador                     | Charles Leclerc  |
| 16      | 30 y 31 de agosto, y 1 de septiembre   | Gran Premio de Italia Autodromo Nazionale di Monza Longitud: 5,793 km Vueltas: 53 Distancia de carrera: 306,720 km Ganador 2023: Max Verstappen - Red Bull              | Libres 2             | Lewis Hamilton              | 2.º puesto       | Oscar Piastri               |                  |
| 16      | 30 y 31 de agosto, y 1 de septiembre   | Gran Premio de Italia Autodromo Nazionale di Monza Longitud: 5,793 km Vueltas: 53 Distancia de carrera: 306,720 km Ganador 2023: Max Verstappen - Red Bull              | Libres 3             | Lewis Hamilton              | 3.er puesto      | Lando Norris                |                  |
| 16      | 30 y 31 de agosto, y 1 de septiembre   | Gran Premio de Italia Autodromo Nazionale di Monza Longitud: 5,793 km Vueltas: 53 Distancia de carrera: 306,720 km Ganador 2023: Max Verstappen - Red Bull              | Pole position        | Lando Norris (1:19.327)     | Vuelta rápida    | Lando Norris (1:21.432)     |                  |
| 16      | 30 y 31 de agosto, y 1 de septiembre   | Gran Premio de Italia Autodromo Nazionale di Monza Longitud: 5,793 km Vueltas: 53 Distancia de carrera: 306,720 km Ganador 2023: Max Verstappen - Red Bull              | Resultados completos |                             |                  |                             |                  |
| 17      | 13, 14 y 15 de septiembre              | Gran Premio de Azerbaiyán Circuito callejero de Bakú Longitud: 6,003 km Vueltas: 51 Distancia de carrera: 306,049 km Ganador 2023: Sergio Pérez - Red Bull              |                      | Libres 1                    | Max Verstappen   | Ganador                     | Oscar Piastri    |
| 17      | 13, 14 y 15 de septiembre              | Gran Premio de Azerbaiyán Circuito callejero de Bakú Longitud: 6,003 km Vueltas: 51 Distancia de carrera: 306,049 km Ganador 2023: Sergio Pérez - Red Bull              | Libres 2             | Charles Leclerc             | 2.º puesto       | Charles Leclerc             |                  |
| 17      | 13, 14 y 15 de septiembre              | Gran Premio de Azerbaiyán Circuito callejero de Bakú Longitud: 6,003 km Vueltas: 51 Distancia de carrera: 306,049 km Ganador 2023: Sergio Pérez - Red Bull              | Libres 3             | George Russell              | 3.er puesto      | George Russell              |                  |
| 17      | 13, 14 y 15 de septiembre              | Gran Premio de Azerbaiyán Circuito callejero de Bakú Longitud: 6,003 km Vueltas: 51 Distancia de carrera: 306,049 km Ganador 2023: Sergio Pérez - Red Bull              | Pole position        | Charles Leclerc (1:41.365)  | Vuelta rápida    | Lando Norris (1:45.255)     |                  |
| 17      | 13, 14 y 15 de septiembre              | Gran Premio de Azerbaiyán Circuito callejero de Bakú Longitud: 6,003 km Vueltas: 51 Distancia de carrera: 306,049 km Ganador 2023: Sergio Pérez - Red Bull              | Resultados completos |                             |                  |                             |                  |
| 18      | 20, 21 y 22 de septiembre              | Gran Premio de Singapur Circuito callejero de Marina Bay Longitud: 4,940 km Vueltas: 62 Distancia de carrera: 306,143 km Ganador 2023: Carlos Sainz Jr. - Ferrari       |                      | Libres 1                    | Charles Leclerc  | Ganador                     | Lando Norris     |
| 18      | 20, 21 y 22 de septiembre              | Gran Premio de Singapur Circuito callejero de Marina Bay Longitud: 4,940 km Vueltas: 62 Distancia de carrera: 306,143 km Ganador 2023: Carlos Sainz Jr. - Ferrari       | Libres 2             | Lando Norris                | 2.º puesto       | Max Verstappen              |                  |
| 18      | 20, 21 y 22 de septiembre              | Gran Premio de Singapur Circuito callejero de Marina Bay Longitud: 4,940 km Vueltas: 62 Distancia de carrera: 306,143 km Ganador 2023: Carlos Sainz Jr. - Ferrari       | Libres 3             | Lando Norris                | 3.er puesto      | Oscar Piastri               |                  |
| 18      | 20, 21 y 22 de septiembre              | Gran Premio de Singapur Circuito callejero de Marina Bay Longitud: 4,940 km Vueltas: 62 Distancia de carrera: 306,143 km Ganador 2023: Carlos Sainz Jr. - Ferrari       | Pole position        | Lando Norris (1:29.525)     | Vuelta rápida    | Daniel Ricciardo (1:34.486) |                  |
| 18      | 20, 21 y 22 de septiembre              | Gran Premio de Singapur Circuito callejero de Marina Bay Longitud: 4,940 km Vueltas: 62 Distancia de carrera: 306,143 km Ganador 2023: Carlos Sainz Jr. - Ferrari       | Resultados completos |                             |                  |                             |                  |
| 19      | 18, 19 y 20 de octubre                 | Gran Premio de los Estados Unidos Circuito de las Américas Longitud: 5,513 km Vueltas: 56 Distancia de carrera: 308,405 km Ganador 2023: Max Verstappen - Red Bull      |                      | Libres                      | Carlos Sainz Jr. | Ganador                     | Charles Leclerc  |
| 19      | 18, 19 y 20 de octubre                 | Gran Premio de los Estados Unidos Circuito de las Américas Longitud: 5,513 km Vueltas: 56 Distancia de carrera: 308,405 km Ganador 2023: Max Verstappen - Red Bull      | Pole position sprint | Max Verstappen (1:32.833)   | 2.º puesto       | Carlos Sainz Jr.            |                  |
| 19      | 18, 19 y 20 de octubre                 | Gran Premio de los Estados Unidos Circuito de las Américas Longitud: 5,513 km Vueltas: 56 Distancia de carrera: 308,405 km Ganador 2023: Max Verstappen - Red Bull      | Ganador sprint       | Max Verstappen              | 3.er puesto      | Max Verstappen              |                  |
| 19      | 18, 19 y 20 de octubre                 | Gran Premio de los Estados Unidos Circuito de las Américas Longitud: 5,513 km Vueltas: 56 Distancia de carrera: 308,405 km Ganador 2023: Max Verstappen - Red Bull      | Pole position        | Lando Norris (1:32.330)     | Vuelta rápida    | Esteban Ocon (1:37.330)     |                  |
| 19      | 18, 19 y 20 de octubre                 | Gran Premio de los Estados Unidos Circuito de las Américas Longitud: 5,513 km Vueltas: 56 Distancia de carrera: 308,405 km Ganador 2023: Max Verstappen - Red Bull      | Resultados completos |                             |                  |                             |                  |
| 20      | 25, 26 y 27 de octubre                 | Gran Premio de la Ciudad de México Autódromo Hermanos Rodríguez Longitud: 4,304 km Vueltas: 71 Distancia de carrera: 305,354 km Ganador 2023: Max Verstappen - Red Bull |                      | Libres 1                    | George Russell   | Ganador                     | Carlos Sainz Jr. |
| 20      | 25, 26 y 27 de octubre                 | Gran Premio de la Ciudad de México Autódromo Hermanos Rodríguez Longitud: 4,304 km Vueltas: 71 Distancia de carrera: 305,354 km Ganador 2023: Max Verstappen - Red Bull | Libres 2             | Carlos Sainz Jr.            | 2.º puesto       | Lando Norris                |                  |
| 20      | 25, 26 y 27 de octubre                 | Gran Premio de la Ciudad de México Autódromo Hermanos Rodríguez Longitud: 4,304 km Vueltas: 71 Distancia de carrera: 305,354 km Ganador 2023: Max Verstappen - Red Bull | Libres 3             | Oscar Piastri               | 3.er puesto      | Charles Leclerc             |                  |
| 20      | 25, 26 y 27 de octubre                 | Gran Premio de la Ciudad de México Autódromo Hermanos Rodríguez Longitud: 4,304 km Vueltas: 71 Distancia de carrera: 305,354 km Ganador 2023: Max Verstappen - Red Bull | Pole position        | Carlos Sainz Jr. (1:15.946) | Vuelta rápida    | Charles Leclerc (1:18.336)  |                  |
| 20      | 25, 26 y 27 de octubre                 | Gran Premio de la Ciudad de México Autódromo Hermanos Rodríguez Longitud: 4,304 km Vueltas: 71 Distancia de carrera: 305,354 km Ganador 2023: Max Verstappen - Red Bull | Resultados completos |                             |                  |                             |                  |
| 21      | 1, 2 y 3 de noviembre                  | Gran Premio de São Paulo Autódromo José Carlos Pace Longitud: 4,309 km Vueltas: 71 Distancia de carrera: 305,879 km Ganador 2023: Max Verstappen - Red Bull             |                      | Libres                      | Lando Norris     | Ganador                     | Max Verstappen   |
| 21      | 1, 2 y 3 de noviembre                  | Gran Premio de São Paulo Autódromo José Carlos Pace Longitud: 4,309 km Vueltas: 71 Distancia de carrera: 305,879 km Ganador 2023: Max Verstappen - Red Bull             | Pole position sprint | Oscar Piastri (1:08.899)    | 2.º puesto       | Esteban Ocon                |                  |
| 21      | 1, 2 y 3 de noviembre                  | Gran Premio de São Paulo Autódromo José Carlos Pace Longitud: 4,309 km Vueltas: 71 Distancia de carrera: 305,879 km Ganador 2023: Max Verstappen - Red Bull             | Ganador sprint       | Lando Norris                | 3.er puesto      | Pierre Gasly                |                  |
| 21      | 1, 2 y 3 de noviembre                  | Gran Premio de São Paulo Autódromo José Carlos Pace Longitud: 4,309 km Vueltas: 71 Distancia de carrera: 305,879 km Ganador 2023: Max Verstappen - Red Bull             | Pole position        | Lando Norris (1:23.405)     | Vuelta rápida    | Max Verstappen (1:20.472)   |                  |
| 21      | 1, 2 y 3 de noviembre                  | Gran Premio de São Paulo Autódromo José Carlos Pace Longitud: 4,309 km Vueltas: 71 Distancia de carrera: 305,879 km Ganador 2023: Max Verstappen - Red Bull             | Resultados completos |                             |                  |                             |                  |
| 22      | 21, 22 y 23 de noviembre               | Gran Premio de Las Vegas Circuito callejero de Las Vegas Longitud: 6,201 km Vueltas: 50 Distancia de carrera: 305,880 km Ganador 2023: Max Verstappen - Red Bull        |                      | Libres 1                    | Lewis Hamilton   | Ganador                     | George Russell   |
| 22      | 21, 22 y 23 de noviembre               | Gran Premio de Las Vegas Circuito callejero de Las Vegas Longitud: 6,201 km Vueltas: 50 Distancia de carrera: 305,880 km Ganador 2023: Max Verstappen - Red Bull        | Libres 2             | Lewis Hamilton              | 2.º puesto       | Lewis Hamilton              |                  |
| 22      | 21, 22 y 23 de noviembre               | Gran Premio de Las Vegas Circuito callejero de Las Vegas Longitud: 6,201 km Vueltas: 50 Distancia de carrera: 305,880 km Ganador 2023: Max Verstappen - Red Bull        | Libres 3             | George Russell              | 3.er puesto      | Carlos Sainz Jr.            |                  |
| 22      | 21, 22 y 23 de noviembre               | Gran Premio de Las Vegas Circuito callejero de Las Vegas Longitud: 6,201 km Vueltas: 50 Distancia de carrera: 305,880 km Ganador 2023: Max Verstappen - Red Bull        | Pole position        | George Russell (1:32.312)   | Vuelta rápida    | Lando Norris (1:34.876)     |                  |
| 22      | 21, 22 y 23 de noviembre               | Gran Premio de Las Vegas Circuito callejero de Las Vegas Longitud: 6,201 km Vueltas: 50 Distancia de carrera: 305,880 km Ganador 2023: Max Verstappen - Red Bull        | Resultados completos |                             |                  |                             |                  |
| 23      | 29 y 30 de noviembre, y 1 de diciembre | Gran Premio de Catar Circuito Internacional de Losail Longitud: 5,418 km Vueltas: 57 Distancia de carrera: 306,660 km Ganador 2023: Max Verstappen - Red Bull           |                      | Libres                      | Charles Leclerc  | Ganador                     | Max Verstappen   |
| 23      | 29 y 30 de noviembre, y 1 de diciembre | Gran Premio de Catar Circuito Internacional de Losail Longitud: 5,418 km Vueltas: 57 Distancia de carrera: 306,660 km Ganador 2023: Max Verstappen - Red Bull           | Pole position sprint | Lando Norris (1:21.012)     | 2.º puesto       | Charles Leclerc             |                  |
| 23      | 29 y 30 de noviembre, y 1 de diciembre | Gran Premio de Catar Circuito Internacional de Losail Longitud: 5,418 km Vueltas: 57 Distancia de carrera: 306,660 km Ganador 2023: Max Verstappen - Red Bull           | Ganador sprint       | Oscar Piastri               | 3.er puesto      | Oscar Piastri               |                  |
| 23      | 29 y 30 de noviembre, y 1 de diciembre | Gran Premio de Catar Circuito Internacional de Losail Longitud: 5,418 km Vueltas: 57 Distancia de carrera: 306,660 km Ganador 2023: Max Verstappen - Red Bull           | Pole position        | George Russell (1:20.575)   | Vuelta rápida    | Lando Norris (1:22.384)     |                  |
| 23      | 29 y 30 de noviembre, y 1 de diciembre | Gran Premio de Catar Circuito Internacional de Losail Longitud: 5,418 km Vueltas: 57 Distancia de carrera: 306,660 km Ganador 2023: Max Verstappen - Red Bull           | Resultados completos |                             |                  |                             |                  |
| 24      | 6, 7 y 8 de diciembre                  | Gran Premio de Abu Dabi Circuito Yas Marina Longitud: 5,281 km Vueltas: 58 Distancia de carrera: 306,183 km Ganador 2023: Max Verstappen - Red Bull                     |                      | Libres 1                    | Charles Leclerc  | Ganador                     | Lando Norris     |
| 24      | 6, 7 y 8 de diciembre                  | Gran Premio de Abu Dabi Circuito Yas Marina Longitud: 5,281 km Vueltas: 58 Distancia de carrera: 306,183 km Ganador 2023: Max Verstappen - Red Bull                     | Libres 2             | Lando Norris                | 2.º puesto       | Carlos Sainz Jr.            |                  |
| 24      | 6, 7 y 8 de diciembre                  | Gran Premio de Abu Dabi Circuito Yas Marina Longitud: 5,281 km Vueltas: 58 Distancia de carrera: 306,183 km Ganador 2023: Max Verstappen - Red Bull                     | Libres 3             | Oscar Piastri               | 3.er puesto      | Charles Leclerc             |                  |
| 24      | 6, 7 y 8 de diciembre                  | Gran Premio de Abu Dabi Circuito Yas Marina Longitud: 5,281 km Vueltas: 58 Distancia de carrera: 306,183 km Ganador 2023: Max Verstappen - Red Bull                     | Pole position        | Lando Norris (1:22.595)     | Vuelta rápida    | Kevin Magnussen (1:27.235)  |                  |
| 24      | 6, 7 y 8 de diciembre                  | Gran Premio de Abu Dabi Circuito Yas Marina Longitud: 5,281 km Vueltas: 58 Distancia de carrera: 306,183 km Ganador 2023: Max Verstappen - Red Bull                     | Resultados completos |                             |                  |                             |                  |
| Fuente: |                                        | |                      |                             |                  |                             |                  |

## Clasificaciones

### Puntuaciones
Carrera
| Posición | 1.º | 2.º | 3.º | 4.º | 5.º | 6.º | 7.º | 8.º | 9.º | 10.º | VR |
| Puntos   | 25  | 18  | 15  | 12  | 10  | 8   | 6   | 4   | 2   | 1    | 1  |

Carrera sprint
| Posición | 1.º | 2.º | 3.º | 4.º | 5.º | 6.º | 7.º | 8.º |
| Puntos   | 8   | 7   | 6   | 5   | 4   | 3   | 2   | 1   |

### Campeonato de Pilotos
| Pos. | N.º | Piloto           | BHR | ARA | AUS | JPN | CHN | MIA | EMI | MON | CAN | ESP | AUT  | GBR | HUN | BEL | NED | ITA | AZE | SIN | USA  | MEX | SÃO  | LVG | QAT  | ABU | Puntos |
| ---- | --- | ---------------- | --- | --- | --- | --- | --- | --- | --- | --- | --- | --- | ---- | --- | --- | --- | --- | --- | --- | --- | ---- | --- | ---- | --- | ---- | --- | ------ |
| 1    | 1   | Max Verstappen   | 1   | 1   | Ret | 1   | 1   | 21  | 1   | 6   | 1   | 1   | 51   | 2   | 5   | 4   | 2   | 6   | 5   | 2   | 31   | 6   | 14   | 5   | 18   | 6   | 437    |
| 2    | 4   | Lando Norris     | 6   | 8   | 3   | 5   | 26  | 1   | 2   | 4   | 2   | 2   | 20†3 | 3   | 2   | 5   | 1   | 3   | 4   | 1   | 43   | 2   | 61   | 6   | 102  | 1   | 374    |
| 3    | 16  | Charles Leclerc  | 4   | 3   | 2   | 4   | 4   | 32  | 3   | 1   | Ret | 5   | 117  | 14  | 4   | 3   | 3   | 1   | 2   | 5   | 14   | 3   | 53   | 4   | 25   | 3   | 356    |
| 4    | 81  | Oscar Piastri    | 8   | 4   | 4   | 8   | 87  | 136 | 4   | 2   | 5   | 7   | 2    | 4   | 1   | 2   | 4   | 2   | 1   | 3   | 5    | 8   | 82   | 7   | 31   | 10  | 292    |
| 5    | 55  | Carlos Sainz Jr. | 3   | WD  | 1   | 3   | 5   | 5   | 5   | 3   | Ret | 6   | 35   | 5   | 6   | 6   | 5   | 4   | 18† | 7   | 2    | 1   | Ret5 | 3   | 64   | 2   | 290    |
| 6    | 63  | George Russell   | 5   | 6   | 17† | 7   | 68  | 8   | 7   | 5   | 3   | 4   | 14   | Ret | 8   | DSQ | 7   | 7   | 3   | 4   | 65   | 5   | 46   | 1   | 43   | 5   | 245    |
| 7    | 44  | Lewis Hamilton   | 7   | 9   | Ret | 9   | 92  | 6   | 6   | 7   | 4   | 3   | 46   | 1   | 3   | 1   | 8   | 5   | 9   | 6   | Ret6 | 4   | 10   | 2   | 126  | 4   | 223    |
| 8    | 11  | Sergio Pérez     | 2   | 2   | 5   | 2   | 3   | 43  | 8   | Ret | Ret | 8   | 78   | 17  | 7   | 7   | 6   | 8   | 17† | 10  | 7    | 17  | 118  | 10  | Ret  | Ret | 152    |
| 9    | 14  | Fernando Alonso  | 9   | 5   | 8   | 6   | 7   | 9   | 19  | 11  | 6   | 12  | 18   | 8   | 11  | 8   | 10  | 11  | 6   | 8   | 13   | Ret | 14   | 11  | 7    | 9   | 70     |
| 10   | 10  | Pierre Gasly     | 18  | Ret | 13  | 16  | 13  | 12  | 16  | 10  | 9   | 9   | 10   | DNS | Ret | 13  | 9   | 15  | 12  | 17  | 12   | 10  | 37   | Ret | 5    | 7   | 42     |
| 11   | 27  | Nico Hülkenberg  | 16  | 10  | 9   | 11  | 10  | 117 | 11  | Ret | 11  | 11  | 6    | 6   | 13  | 18  | 11  | 17  | 11  | 9   | 8    | 9   | DSQ  | 8   | Ret7 | 8   | 41     |
| 12   | 22  | Yuki Tsunoda     | 14  | 14  | 7   | 10  | Ret | 78  | 10  | 8   | 14  | 19  | 14   | 10  | 9   | 16  | 17  | Ret | Ret | 12  | 14   | Ret | 7    | 9   | 13   | 12  | 30     |
| 13   | 18  | Lance Stroll     | 10  | Ret | 6   | 12  | 15  | 17  | 9   | 14  | 7   | 14  | 13   | 7   | 10  | 11  | 13  | 19  | 19† | 14  | 15   | 11  | DNS  | 15  | Ret  | 14  | 24     |
| 14   | 31  | Esteban Ocon     | 17  | 13  | 16  | 15  | 11  | 10  | 14  | Ret | 10  | 10  | 12   | 16  | 19  | 9   | 15  | 14  | 15  | 13  | 18   | 13  | 2    | 17  | Ret  |     | 23     |
| 15   | 20  | Kevin Magnussen  | 12  | 12  | 10  | 13  | 16  | 18  | 12  | Ret | 12  | 17  | 8    | 12  | 15  | 14  | 18  | 10  |     | 19† | 117  | 7   | WD   | 12  | 9    | 16  | 16     |
| 16   | 23  | Alexander Albon  | 15  | 11  | 11  | Ret | 12  | 19  | Ret | 9   | Ret | 18  | 15   | 9   | 14  | 12  | 14  | 9   | 7   | Ret | 16   | Ret | DNS  | Ret | 15   | 11  | 12     |
| 17   | 3   | Daniel Ricciardo | 13  | 16  | 12  | Ret | Ret | 154 | 13  | 12  | 8   | 15  | 9    | 13  | 12  | 10  | 12  | 13  | 13  | 18  |      |     |      |     |      |     | 12     |
| 18   | 50  | Oliver Bearman   |     | 7   |     |     |     |     |     |     |     |     |      |     |     |     |     |     | 10  |     |      |     | 12   |     |      |     | 7      |
| 19   | 43  | Franco Colapinto |     |     |     |     |     |     |     |     |     |     |      |     |     |     |     | 12  | 8   | 11  | 10   | 12  | Ret  | 14  | Ret  | Ret | 5      |
| 20   | 24  | Guanyu Zhou      | 11  | 18  | 15  | Ret | 14  | 14  | 15  | 16  | 15  | 13  | 17   | 18  | 18  | Ret | 20  | 18  | 14  | 15  | 19   | 15  | 15   | 13  | 8    | 13  | 4      |
| 21   | 30  | Liam Lawson      |     |     |     |     |     |     |     |     |     |     |      |     |     |     |     |     |     |     | 9    | 16  | 9    | 16  | 14   | 17† | 4      |
| 22   | 77  | Valtteri Bottas  | 19  | 17  | 14  | 14  | Ret | 16  | 18  | 13  | 13  | 16  | 16   | 15  | 16  | 15  | 19  | 16  | 16  | 16  | 17   | 14  | 13   | 16  | 11   | Ret | 0      |
| 23   | 2   | Logan Sargeant   | 20  | 15  | WD  | 17  | 17  | Ret | 17  | 15  | Ret | 20  | 19   | 11  | 17  | 17  | 16  |     |     |     |      |     |      |     |      |     | 0      |
| 24   | 61  | Jack Doohan      |     |     |     |     |     |     |     |     |     |     |      |     |     |     |     |     |     |     |      |     |      |     |      | 15  | 0      |
| Pos. | N.º | Piloto           | BHR | ARA | AUS | JPN | CHN | MIA | EMI | MON | CAN | ESP | AUT  | GBR | HUN | BEL | NED | ITA | AZE | SIN | USA  | MEX | SÃO  | LVG | QAT  | ABU | Puntos |

| Color      | Resultado                          |
| ---------- | ---------------------------------- |
| Oro        | Ganador                            |
| Plata      | 2.º puesto                         |
| Bronce     | 3.er puesto                        |
| Verde      | Finalizó en los puntos             |
| Azul       | Finalizó sin puntos                |
| Azul       | NC - No clasificado                |
| Violeta    | Ret - No terminó                   |
| Rojo       | DNQ - No se clasificó              |
| Rojo       | DNPQ - No se preclasificó          |
| Negro      | DSQ - Descalificado                |
| Blanco     | DNS - No empezó                    |
| Blanco     | WD - Retirado                      |
| Blanco     | C - Carrera cancelada              |
| Azul claro | TD - Entrenamientos libres (2003-) |
| Sin color  | DNP - Inscrito, pero no participó  |
| Sin color  | INJ - Inscrito, pero lesionado     |
| Sin color  | EX - Excluido                      |

| Estado  | Resultado                                                                             |
| ------- | ------------------------------------------------------------------------------------- |
| Negrita | Pole position                                                                         |
| Cursiva | Vuelta rápida                                                                         |
| 1-8     | Posiciones puntuables de clasificación sprint (2021-)                                 |
| †       | No acabó el Gran Premio, pero fue clasificado ya que completó el porcentaje necesario |
| ‡       | Monoplaza compartido                                                                  |
| ~       | Se otorgó la mitad de puntos ya que no se cumplió con el 75% de la carrera            |
| ≠       | No obtuvo puntos ya que era piloto invitado                                           |
| F2      | Inscrito para carrera de Fórmula 2, no sumaba puntos                                  |

Fuente: Fórmula 1.

### Campeonato de Constructores
| Pos. | Constructor                  | N.º | BHR | ARA | AUS | JPN | CHN | MIA | EMI | MON | CAN | ESP | AUT  | GBR | HUN | BEL | NED | ITA | AZE | SIN | USA  | MEX | SÃO  | LVG | QAT  | ABU | Puntos |
| ---- | ---------------------------- | --- | --- | --- | --- | --- | --- | --- | --- | --- | --- | --- | ---- | --- | --- | --- | --- | --- | --- | --- | ---- | --- | ---- | --- | ---- | --- | ------ |
| 1    | McLaren-Mercedes             | 4   | 6   | 8   | 3   | 5   | 26  | 1   | 2   | 4   | 2   | 2   | 20†3 | 3   | 2   | 5   | 1   | 3   | 4   | 1   | 43   | 2   | 61   | 6   | 102  | 1   | 666    |
| 1    | McLaren-Mercedes             | 81  | 8   | 4   | 4   | 8   | 87  | 136 | 4   | 2   | 5   | 7   | 2    | 4   | 1   | 2   | 4   | 2   | 1   | 3   | 5    | 8   | 82   | 7   | 31   | 10  | 666    |
| 2    | Ferrari                      | 16  | 4   | 3   | 2   | 4   | 4   | 32  | 3   | 1   | Ret | 5   | 117  | 14  | 4   | 3   | 3   | 1   | 2   | 5   | 14   | 3   | 53   | 4   | 25   | 3   | 652    |
| 2    | Ferrari                      | 38  |     | 7   |     |     |     |     |     |     |     |     |      |     |     |     |     |     |     |     |      |     |      |     |      |     | 652    |
| 2    | Ferrari                      | 55  | 3   | WD  | 1   | 3   | 5   | 5   | 5   | 3   | Ret | 6   | 35   | 5   | 6   | 6   | 5   | 4   | 18† | 7   | 2    | 1   | Ret5 | 3   | 64   | 2   | 652    |
| 3    | Red Bull-Honda RBPT          | 1   | 1   | 1   | Ret | 1   | 1   | 21  | 1   | 6   | 1   | 1   | 51   | 2   | 5   | 4   | 2   | 6   | 5   | 2   | 31   | 6   | 14   | 5   | 18   | 6   | 589    |
| 3    | Red Bull-Honda RBPT          | 11  | 2   | 2   | 5   | 2   | 3   | 43  | 8   | Ret | Ret | 8   | 78   | 17  | 7   | 7   | 6   | 8   | 17† | 10  | 7    | 17  | 118  | 10  | Ret  | Ret | 589    |
| 4    | Mercedes                     | 44  | 7   | 9   | Ret | 9   | 92  | 6   | 6   | 7   | 4   | 3   | 46   | 1   | 3   | 1   | 8   | 5   | 9   | 6   | Ret6 | 4   | 10   | 2   | 126  | 4   | 468    |
| 4    | Mercedes                     | 63  | 5   | 6   | 17† | 7   | 68  | 8   | 7   | 5   | 3   | 4   | 14   | Ret | 8   | DSQ | 7   | 7   | 3   | 4   | 65   | 5   | 46   | 1   | 43   | 5   | 468    |
| 5    | Aston Martin Aramco-Mercedes | 14  | 9   | 5   | 8   | 6   | 7   | 9   | 19  | 11  | 6   | 12  | 18   | 8   | 11  | 8   | 10  | 11  | 6   | 8   | 13   | Ret | 14   | 11  | 7    | 9   | 94     |
| 5    | Aston Martin Aramco-Mercedes | 18  | 10  | Ret | 6   | 12  | 15  | 17  | 9   | 14  | 7   | 14  | 13   | 7   | 10  | 11  | 13  | 19  | 19† | 14  | 15   | 11  | DNS  | 15  | Ret  | 14  | 94     |
| 6    | Alpine-Renault               | 10  | 18  | Ret | 13  | 16  | 13  | 12  | 16  | 10  | 9   | 9   | 10   | DNS | Ret | 13  | 9   | 15  | 12  | 17  | 12   | 10  | 37   | Ret | 5    | 7   | 65     |
| 6    | Alpine-Renault               | 31  | 17  | 13  | 16  | 15  | 11  | 10  | 14  | Ret | 10  | 10  | 12   | 16  | 19  | 9   | 15  | 14  | 15  | 13  | 18   | 13  | 2    | 17  | Ret  |     | 65     |
| 6    | Alpine-Renault               | 61  |     |     |     |     |     |     |     |     |     |     |      |     |     |     |     |     |     |     |      |     |      |     |      | 15  | 65     |
| 7    | Haas-Ferrari                 | 20  | 12  | 12  | 10  | 13  | 16  | 18  | 12  | Ret | 12  | 17  | 8    | 12  | 15  | 14  | 18  | 10  |     | 19† | 117  | 7   | WD   | 12  | 9    | 16  | 58     |
| 7    | Haas-Ferrari                 | 27  | 16  | 10  | 9   | 11  | 10  | 117 | 11  | Ret | 11  | 11  | 6    | 6   | 13  | 18  | 11  | 17  | 11  | 9   | 8    | 9   | DSQ  | 8   | Ret7 | 8   | 58     |
| 7    | Haas-Ferrari                 | 50  |     |     |     |     |     |     |     |     |     |     |      |     |     |     |     |     | 10  |     |      |     | 12   |     |      |     | 58     |
| 8    | RB-Honda RBPT                | 3   | 13  | 16  | 12  | Ret | Ret | 154 | 13  | 12  | 8   | 15  | 9    | 13  | 12  | 10  | 12  | 13  | 13  | 18  |      |     |      |     |      |     | 46     |
| 8    | RB-Honda RBPT                | 22  | 14  | 14  | 7   | 10  | Ret | 78  | 10  | 8   | 14  | 19  | 14   | 10  | 9   | 16  | 17  | Ret | Ret | 12  | 14   | Ret | 7    | 9   | 13   | 12  | 46     |
| 8    | RB-Honda RBPT                | 30  |     |     |     |     |     |     |     |     |     |     |      |     |     |     |     |     |     |     | 9    | 16  | 9    | 16  | 14   | 17† | 46     |
| 9    | Williams-Mercedes            | 2   | 20  | 15  | WD  | 17  | 17  | Ret | 17  | 15  | Ret | 20  | 19   | 11  | 17  | 17  | 16  |     |     |     |      |     |      |     |      |     | 17     |
| 9    | Williams-Mercedes            | 23  | 15  | 11  | 11  | Ret | 12  | 19  | Ret | 9   | Ret | 18  | 15   | 9   | 14  | 12  | 14  | 9   | 7   | Ret | 16   | Ret | DNS  | Ret | 15   | 11  | 17     |
| 9    | Williams-Mercedes            | 43  |     |     |     |     |     |     |     |     |     |     |      |     |     |     |     | 12  | 8   | 11  | 10   | 12  | Ret  | 14  | Ret  | Ret | 17     |
| 10   | Kick Sauber-Ferrari          | 24  | 11  | 18  | 15  | Ret | 14  | 14  | 15  | 16  | 15  | 13  | 17   | 18  | 18  | Ret | 20  | 18  | 14  | 15  | 19   | 15  | 15   | 13  | 8    | 13  | 4      |
| 10   | Kick Sauber-Ferrari          | 77  | 19  | 17  | 14  | 14  | Ret | 16  | 18  | 13  | 13  | 16  | 16   | 15  | 16  | 15  | 19  | 16  | 16  | 16  | 17   | 14  | 13   | 16  | 11   | Ret | 4      |
| Pos. | Constructor                  | N.º | BHR | ARA | AUS | JPN | CHN | MIA | EMI | MON | CAN | ESP | AUT  | GBR | HUN | BEL | NED | ITA | AZE | SIN | USA  | MEX | SÃO  | LVG | QAT  | ABU | Puntos |

| Color      | Resultado                          |
| ---------- | ---------------------------------- |
| Oro        | Ganador                            |
| Plata      | 2.º puesto                         |
| Bronce     | 3.er puesto                        |
| Verde      | Finalizó en los puntos             |
| Azul       | Finalizó sin puntos                |
| Azul       | NC - No clasificado                |
| Violeta    | Ret - No terminó                   |
| Rojo       | DNQ - No se clasificó              |
| Rojo       | DNPQ - No se preclasificó          |
| Negro      | DSQ - Descalificado                |
| Blanco     | DNS - No empezó                    |
| Blanco     | WD - Retirado                      |
| Blanco     | C - Carrera cancelada              |
| Azul claro | TD - Entrenamientos libres (2003-) |
| Sin color  | DNP - Inscrito, pero no participó  |
| Sin color  | INJ - Inscrito, pero lesionado     |
| Sin color  | EX - Excluido                      |

| Estado  | Resultado                                                                             |
| ------- | ------------------------------------------------------------------------------------- |
| Negrita | Pole position                                                                         |
| Cursiva | Vuelta rápida                                                                         |
| 1-8     | Posiciones puntuables de clasificación sprint (2021-)                                 |
| †       | No acabó el Gran Premio, pero fue clasificado ya que completó el porcentaje necesario |
| ‡       | Monoplaza compartido                                                                  |
| ~       | Se otorgó la mitad de puntos ya que no se cumplió con el 75% de la carrera            |
| ≠       | No obtuvo puntos ya que era piloto invitado                                           |
| F2      | Inscrito para carrera de Fórmula 2, no sumaba puntos                                  |

Fuente: Fórmula 1.

### Estadísticas del Campeonato de Pilotos
| Pos. | Piloto           | Escudería           | Grandes Premios | Victorias | Podios | Poles | Vueltas rápidas | Vueltas lideradas | Puntos |
| ---- | ---------------- | ------------------- | --------------- | --------- | ------ | ----- | --------------- | ----------------- | ------ |
| 1    | Max Verstappen   | Red Bull            | 24              | 9         | 14     | 8     | 3               | 560               | 437    |
| 2    | Lando Norris     | McLaren             | 24              | 4         | 13     | 8     | 6               | 271               | 374    |
| 3    | Charles Leclerc  | Ferrari             | 24              | 3         | 13     | 3     | 3               | 172               | 356    |
| 4    | Oscar Piastri    | McLaren             | 24              | 2         | 8      |       | 1               | 138               | 292    |
| 5    | Carlos Sainz Jr. | Ferrari             | 24 (23)         | 2         | 9      | 1     | 1               | 134               | 290    |
| 6    | George Russell   | Mercedes            | 24              | 2         | 4      | 4     | 2               | 123               | 245    |
| 7    | Lewis Hamilton   | Mercedes            | 24              | 2         | 5      |       | 2               | 31                | 223    |
| 8    | Sergio Pérez     | Red Bull            | 24              |           | 4      |       | 1               | 1                 | 152    |
| 9    | Fernando Alonso  | Aston Martin Aramco | 24              |           |        |       | 2               |                   | 70     |
| 10   | Pierre Gasly     | Alpine              | 24 (23)         |           | 1      |       |                 |                   | 42     |
| 11   | Nico Hülkenberg  | Haas                | 24              |           |        |       |                 |                   | 41     |
| 12   | Yuki Tsunoda     | RB                  | 24              |           |        |       |                 |                   | 30     |
| 13   | Lance Stroll     | Aston Martin Aramco | 24 (23)         |           |        |       |                 |                   | 24     |
| 14   | Esteban Ocon     | Alpine              | 23              |           | 1      |       | 1               | 14                | 23     |
| 15   | Kevin Magnussen  | Haas                | 22              |           |        |       | 1               |                   | 16     |
| 16   | Alexander Albon  | Williams            | 24 (23)         |           |        |       |                 |                   | 12     |
| 17   | Daniel Ricciardo | RB                  | 18              |           |        |       | 1               |                   | 12     |
| 18   | Oliver Bearman   | Ferrari Haas        | 3               |           |        |       |                 |                   | 7      |
| 19   | Franco Colapinto | Williams            | 9               |           |        |       |                 |                   | 5      |
| 20   | Guanyu Zhou      | Kick Sauber         | 24              |           |        |       |                 |                   | 4      |
| 21   | Liam Lawson      | RB                  | 6               |           |        |       |                 |                   | 4      |
| 22   | Valtteri Bottas  | Kick Sauber         | 24              |           |        |       |                 |                   | 0      |
| 23   | Logan Sargeant   | Williams            | 15 (14)         |           |        |       |                 |                   | 0      |
| 24   | Jack Doohan      | Alpine              | 1               |           |        |       |                 |                   | 0      |

### Estadísticas del Campeonato de Constructores
| Pos. | Constructor         | Chasis   | Motor      | Grandes Premios | Victorias | Podios | Poles | Vueltas rápidas | Vueltas lideradas | Puntos |
| ---- | ------------------- | -------- | ---------- | --------------- | --------- | ------ | ----- | --------------- | ----------------- | ------ |
| 1    | McLaren             | MCL38    | Mercedes   | 24              | 6         | 21     | 8     | 7               | 394               | 666    |
| 2    | Ferrari             | SF-24    | Ferrari    | 24              | 5         | 22     | 4     | 4               | 306               | 652    |
| 3    | Red Bull            | RB20     | Honda RBPT | 24              | 9         | 18     | 8     | 4               | 561               | 589    |
| 4    | Mercedes            | W15      | Mercedes   | 24              | 4         | 9      | 4     | 4               | 169               | 468    |
| 5    | Aston Martin Aramco | AMR24    | Mercedes   | 24              |           |        |       | 2               |                   | 94     |
| 6    | Alpine              | A524     | Renault    | 24              |           | 2      |       | 1               | 14                | 65     |
| 7    | Haas                | VF-24    | Ferrari    | 24              |           |        |       | 1               |                   | 58     |
| 8    | RB                  | VCARB 01 | Honda RBPT | 24              |           |        |       | 1               |                   | 46     |
| 9    | Williams            | FW46     | Mercedes   | 24              |           |        |       |                 |                   | 17     |
| 10   | Kick Sauber         | C44      | Ferrari    | 24              |           |        |       |                 |                   | 4      |

### Citas
1. ↑  «Max Verstappen se proclama campeón del mundo de F1 2024». es.motorsport.com. Motorsport Network. 24 de noviembre de 2024. Consultado el 24 de noviembre de 2024.
2. ↑  «McLaren acaba con un binomio de 14 años y recupera un triunfo esquivo desde el 98». Car and Driver. 9 de diciembre de 2024. Consultado el 9 de diciembre de 2024.
3. ↑  «Pirelli to remain Formula 1 tyre provider until 2024». RacingNews365 (en inglés). 5 de marzo de 2021. Consultado el 27 de julio de 2023.
4. ↑  «Max Verstappen signs new contract to stay at Red Bull until 2028». ESPN (en inglés). 3 de marzo de 2022. Consultado el 27 de julio de 2023.
5. ↑  «All the drivers taking part in the 2024 post-season test in Abu Dhabi». Fórmula 1 (en inglés). Formula One World Championship Limited. 9 de diciembre de 2024. Consultado el 10 de diciembre de 2024.
6. ↑  Cleeren, Filip (31 de mayo de 2022). «Perez signs two-year extension to Red Bull F1 contract». Motorsport.com (en inglés). Motorsport Network. Consultado el 27 de julio de 2023.
7. ↑  «Fin al culebrón: Hamilton sigue dos años más en Mercedes». MARCA. 31 de agosto de 2023. Consultado el 31 de agosto de 2023.
8. ↑  «George Russell signs for Mercedes: British driver to join Lewis Hamilton for 2022 Formula 1 season». Sky Sports (en inglés). 7 de septiembre de 2021. Consultado el 27 de julio de 2023.
9. ↑  Elizalde, Pablo (23 de diciembre de 2019). «Charles Leclerc's Ferrari F1 deal extended until end of 2024 season». Autosport (en inglés). Motorsport Network. Consultado el 27 de julio de 2023.
10. 1 2  «Sainz ruled out of Saudi Arabian GP with appendicitis as F2 racer Bearman steps up to replace him». Fórmula 1 (en inglés). Formula One World Championship Limited. 8 de marzo de 2024. Consultado el 8 de marzo de 2024.
11. ↑  «Carlos Sainz: Spanish driver signs new Ferrari contract until 2024 Formula 1 season». Sky Sports (en inglés). 21 de abril de 2022. Consultado el 27 de julio de 2023.
12. ↑  «Norris agrees major contract extension to stay at McLaren until 2025». Fórmula 1 (en inglés). Formula One World Championship Limited. 9 de febrero de 2022. Consultado el 27 de julio de 2023.
13. ↑  «Óscar Piastri renueva hasta final de 2026 con McLaren». Mundo Deportivo. 20 de septiembre de 2023. Consultado el 20 de septiembre de 2023.
14. ↑  «Fernando Alonso signs to Aston Martin for 2023 on multi-year contract». Fórmula 1 (en inglés). Formula One World Championship Limited. 1 de agosto de 2022. Consultado el 27 de julio de 2023.
15. ↑  Civera, Elia (31 de agosto de 2023). «Lance Stroll continuará en Aston Martin pese a los rumores». SoyMotor.com. Consultado el 1 de septiembre de 2023.
16. ↑  «Alpine announces the signing of Pierre Gasly on three-year contract». SportsMax.tv (en inglés). 8 de octubre de 2022. Archivado desde el original el 5 de julio de 2023. Consultado el 27 de julio de 2023.
17. ↑  «Esteban Ocon signs bumper three-year contract extension with Alpine». Fórmula 1 (en inglés). Formula One World Championship Limited. 16 de junio de 2021. Consultado el 27 de julio de 2023.
18. 1 2  «OFICIAL: Jack Doohan correrá con Alpine en Abu Dhabi en lugar de Ocon». es.motorsport.com. 2 de diciembre de 2024. Consultado el 2 de diciembre de 2024.
19. ↑  «OFICIAL: Williams confirma la renovación de Logan Sargeant para 2024». SoyMotor.com. 1 de diciembre de 2023. Consultado el 1 de diciembre de 2023.
20. ↑  «Williams confirm Albon for 2023 on new multi-year contract». Fórmula 1 (en inglés). Formula One World Championship Limited. 3 de agosto de 2022. Consultado el 27 de julio de 2023.
21. 1 2  «Williams Racing announces that Franco Colapinto will race with the team for the remainder of the 2024 FIA Formula 1 World Championship season». Williams F1 (en inglés). 27 de agosto de 2024. Consultado el 27 de agosto de 2024.
22. 1 2 3  «YUKI TSUNODA AND DANIEL RICCIARDO WITH US IN 2024». Scuderia AlphaTauri (en inglés). 22 de septiembre de 2023. Consultado el 22 de septiembre de 2023.
23. ↑  «Balance 2024 • STATS F1». STATS F1. Consultado el 5 de abril de 2024.
24. 1 2  Dominico, Jorge (26 de septiembre de 2024). «F1: Ricciardo deja RB con efecto inmediato y Lawson será su reemplazo». Campeones. Consultado el 26 de septiembre de 2024.
25. ↑  «Alfa Romeo renueva a Guanyu Zhou para la F1 2024». Motorsport.com. Roberto Chinchero. 14 de septiembre de 2023. Consultado el 14 de septiembre de 2023.
26. ↑  «Alfa Romeo announce Valtteri Bottas to join the team in 2022 on multi-year deal». Fórmula 1 (en inglés). Formula One World Championship Limited. 6 de septiembre de 2021. Consultado el 27 de julio de 2023.
27. 1 2  Martínez, Sergio (24 de agosto de 2023). «Haas confirma alineación de pilotos para la temporada 2024 de Fórmula 1». Car and Driver. Consultado el 24 de agosto de 2023.
28. 1 2  «OFICIAL: Oliver Bearman será el sustituto de Magnussen en Bakú». F1 al Día. 6 de septiembre de 2024. Consultado el 6 de septiembre de 2024.
29. ↑  «2024 FIA FORMULA ONE WORLD CHAMPIONSHIP ENTRY LIST» (PDF). Fédération Internationale de l'Automobile (en inglés). 15 de diciembre de 2023. Consultado el 15 de diciembre de 2023.
30. ↑  «2024 Bahrain Grand Prix – Entry List» (PDF). Fédération Internationale de l'Automobile (en inglés). 29 de febrero de 2024. Consultado el 29 de febrero de 2024.
«2024 Saudi Arabian Grand Prix – Revised Entry List» (PDF). Fédération Internationale de l'Automobile (en inglés). 7 de marzo de 2024. Consultado el 7 de marzo de 2024.
«2024 Australian Grand Prix – Entry List» (PDF). Fédération Internationale de l'Automobile (en inglés). 21 de marzo de 2024. Consultado el 21 de marzo de 2024.
«2024 Japanese Grand Prix – Entry List» (PDF). Fédération Internationale de l'Automobile (en inglés). 5 de abril de 2024. Consultado el 5 de abril de 2024.
«2024 Chinese Grand Prix – Entry List» (PDF). Fédération Internationale de l'Automobile (en inglés). 19 de abril de 2024. Consultado el 19 de abril de 2024.
«2024 Miami Grand Prix – Entry List» (PDF). Fédération Internationale de l'Automobile (en inglés). 3 de mayo de 2024. Consultado el 3 de mayo de 2024.
«2024 Emilia Romagna Grand Prix – Entry List» (PDF). Fédération Internationale de l'Automobile (en inglés). 17 de mayo de 2024. Consultado el 17 de mayo de 2024.
«2024 Monaco Grand Prix – Entry List» (PDF). Fédération Internationale de l'Automobile (en inglés). 24 de mayo de 2024. Consultado el 24 de mayo de 2024.
«2024 Canadian Grand Prix – Entry List» (PDF). Fédération Internationale de l'Automobile (en inglés). 7 de junio de 2024. Consultado el 7 de junio de 2024.
«2024 Spanish Grand Prix – Entry List (Corrected)» (PDF). Fédération Internationale de l'Automobile (en inglés). 21 de junio de 2024. Consultado el 21 de junio de 2024.
«2024 Austrian Grand Prix – Entry List» (PDF). Fédération Internationale de l'Automobile (en inglés). 28 de junio de 2024. Consultado el 28 de junio de 2024.
«2024 British Grand Prix – Entry List» (PDF). Fédération Internationale de l'Automobile (en inglés). 5 de julio de 2024. Consultado el 5 de julio de 2024.
«2024 Hungarian Grand Prix – Entry List» (PDF). Fédération Internationale de l'Automobile (en inglés). 19 de julio de 2024. Consultado el 19 de julio de 2024.
«2024 Belgian Grand Prix – Entry List» (PDF). Fédération Internationale de l'Automobile (en inglés). 26 de julio de 2024. Consultado el 26 de julio de 2024.
«2024 Dutch Grand Prix – Entry List» (PDF). Fédération Internationale de l'Automobile (en inglés). 23 de agosto de 2024. Consultado el 23 de agosto de 2024.
«2024 Italian Grand Prix – Entry List» (PDF). Fédération Internationale de l'Automobile (en inglés). 30 de agosto de 2024. Consultado el 30 de agosto de 2024.
«2024 Azerbaijan Grand Prix – Entry List» (PDF). Fédération Internationale de l'Automobile (en inglés). 13 de septiembre de 2024. Consultado el 13 de septiembre de 2024.
«2024 Singapore Grand Prix – Entry List» (PDF). Fédération Internationale de l'Automobile (en inglés). 20 de septiembre de 2024. Consultado el 20 de septiembre de 2024.
«2024 United States Grand Prix – Entry List» (PDF). Fédération Internationale de l'Automobile (en inglés). 18 de octubre de 2024. Consultado el 18 de octubre de 2024.
«2024 Mexico City Grand Prix – Entry List» (PDF). Fédération Internationale de l'Automobile (en inglés). 25 de octubre de 2024. Consultado el 25 de octubre de 2024.
«2024 São Paulo Grand Prix – Entry List» (PDF). Fédération Internationale de l'Automobile (en inglés). 1 de noviembre de 2024. Consultado el 1 de noviembre de 2024.
«2024 Las Vegas Grand Prix – Entry List» (PDF). Fédération Internationale de l'Automobile (en inglés). 21 de noviembre de 2024. Consultado el 29 de noviembre de 2024.
«2024 Qatar Grand Prix – Entry List» (PDF). Fédération Internationale de l'Automobile (en inglés). 29 de noviembre de 2024. Consultado el 29 de noviembre de 2024.
«2024 Abu Dhabi Grand Prix – Entry List» (PDF). Fédération Internationale de l'Automobile (en inglés). 6 de diciembre de 2024. Consultado el 6 de diciembre de 2024.
31. ↑  Zúñiga, Israel M. (22 de marzo de 2024). «Williams sacrifica a Sargeant: Dan su auto a Albon para el GP de Australia». Marca. Consultado el 22 de marzo de 2024.
32. ↑  «Magnussen no disputará el GP de Azerbaiyán tras sumar 12 puntos de sanción en su Superlicencia». SoyMotor.com. Consultado el 1 de septiembre de 2024.
33. ↑  «Piloto británico Bearman sustituye a Magnussen en Haas por enfermedad». El Destape. 1 de noviembre de 2024. Consultado el 1 de noviembre de 2024.
34. ↑  «Magnussen no saldrá a pista el viernes en Brasil y lo reemplaza Bearman». lat.motorsport.com. Motorsport Network. 1 de noviembre de 2024. Consultado el 1 de noviembre de 2024.
35. ↑  «Magnussen es baja definitiva en Brasil y Bearman seguirá en su coche». lat.motorsport.com. 1 de noviembre de 2024. Consultado el 1 de noviembre de 2024.
36. ↑  «Franco Colapinto, el único héroe en el lío de Williams: no correrá Alex Albon». El Gráfico. 3 de noviembre de 2024. Consultado el 3 de noviembre de 2024.
37. ↑  Wood, Will (26 de agosto de 2022). «Alfa Romeo to split from Sauber after 2023 season amid Audi deal rumours». RaceFans.net (en inglés). Consultado el 27 de julio de 2023.
38. ↑  «Sauber to become Audi works F1 team from 2026». Fórmula 1 (en inglés). Formula One World Championship Limited. 26 de octubre de 2022. Consultado el 27 de julio de 2023.
39. ↑  «Sauber revela su nuevo nombre en Fórmula 1 tras la salida de Alfa Romeo». Car and Driver. 15 de diciembre de 2023. Consultado el 15 de diciembre de 2023.
40. ↑  Marca Motor (28 de junio de 2023). «AlphaTauri desaparecerá en 2024». Marca. Consultado el 27 de julio de 2023.
41. ↑  «Alpha Tauri tiene nuevo nombre: Visa Cash App RB Formula One Team». As. 24 de enero de 2024. Consultado el 24 de enero de 2024.
42. ↑  Nebot, Nicolás (19 de marzo de 2024). «El equipo Sauber de Fórmula 1 cambiará de nombre en carreras como el GP de Australia». Car and Driver. Consultado el 21 de marzo de 2024.
43. ↑  «OFICIAL: Ferrari incorpora a HP como patrocinador principal y le incluirá en su nombre a partir del GP de Miami». SoyMotor.com. 24 de abril de 2024. Consultado el 24 de abril de 2024.
44. ↑  «Toyota regresa a la F1 como "socio técnico" de Haas tras 15 años de ausencia». La Nación. 11 de octubre de 2024. Consultado el 11 de octubre de 2024.
45. 1 2 3 4  «¿Cuándo presenta cada equipo su coche para la F1 2024? Fecha y hora». es.motorsport.com. 27 de diciembre de 2023. Consultado el 27 de diciembre de 2023.
46. ↑  «El coche de Alonso de 2024 ya tiene fecha de presentación: ¡será el 12 de febrero! Fecha y hora». soymotor.com. 3 de enero de 2024. Consultado el 3 de enero de 2024.
47. ↑  «Red Bull presentará su nuevo RB20 el 15 de febrero Fecha y hora». marca.com. 15 de enero de 2024. Consultado el 15 de enero de 2024.
48. ↑  Florio, Natalia (19 de febrero de 2024). «¿A qué hora son y qué canal transmite los test de pretemporada F1 2024? TV y streaming online de las pruebas en Bahrein». The Sporting News. Consultado el 19 de febrero de 2024.
49. ↑  «Verstappen stays on top in Bahrain as first day of pre-season testing concludes». Fórmula 1 (en inglés). Formula One World Championship Limited. 21 de febrero de 2024. Consultado el 21 de febrero de 2024.
50. ↑  «Sainz sets pace on Day 2 of pre-season testing as he improves on Leclerc’s earlier benchmark». Fórmula 1 (en inglés). Formula One World Championship Limited. 22 de febrero de 2024. Consultado el 22 de febrero de 2024.
51. ↑  «Leclerc ends Day 3 of pre-season testing on top as the action concludes in Bahrain». Fórmula 1 (en inglés). Formula One World Championship Limited. 23 de febrero de 2024. Consultado el 23 de febrero de 2024.
52. ↑  «Leclerc tops post-season test in Abu Dhabi as Sainz, Ocon and more debut for new teams». Fórmula 1 (en inglés). Formula One World Championship Limited. 10 de diciembre de 2024. Consultado el 10 de diciembre de 2024.
53. ↑  «Formula 1 announces calendar for 2024». Formula 1 (en inglés). 5 de julio de 2023. Consultado el 5 de julio de 2023.
54. ↑  «Three key stand outs from the 2024 F1 calendar». Formula 1 (en inglés). 5 de julio de 2023. Consultado el 5 de julio de 2023.
55. ↑  «Formula 1 announces 2024 Sprint Calendar». Fórmula 1 (en inglés). Formula One World Championship Limited. 5 de diciembre de 2023. Consultado el 5 de diciembre de 2023.
56. ↑  «Así es el nuevo formato Sprint que se estrenará en el GP de China». Car and Driver. 14 de abril de 2024. Consultado el 15 de abril de 2024.
57. ↑  Walsh, Fergal (1 de diciembre de 2023). «Pirelli reveals tyre compounds for opening three 2024 F1 rounds». RacingNews365 (en inglés). Archivado desde el original el 1 de diciembre de 2023. Consultado el 1 de diciembre de 2023.
58. ↑  «2024 RACE RESULTS». Fórmula 1 (en inglés). Formula One World Championship Limited. Consultado el 1 de marzo de 2024.
59. ↑  «2024 Driver Standings». Fórmula 1 (en inglés). Formula One World Championship Limited. Consultado el 1 de marzo de 2024.
60. ↑  «2024 Constructor Standings». Fórmula 1 (en inglés). Formula One World Championship Limited. Consultado el 1 de marzo de 2024.